# Додж (округ, Небраска)
Шаблон:StateAbbr_ 41°35′ пн. ш. 96°39′ зх. д. / 41.58° пн. ш. 96.65° зх. д.
Округ Додж (англ. Dodge County) — округ (графство) у штаті Небраска, США. Ідентифікатор округу 31053.

## Історія
Округ утворений 1855 року.

## Демографія
За даними перепису
2000 року
загальне населення округу становило 36160 осіб, зокрема міського населення було 25734, а сільського — 10426.
Серед мешканців округу чоловіків було 17441, а жінок — 18719. В окрузі було 14433 домогосподарства, 9750 родин, які мешкали в 15468 будинках.
Середній розмір родини становив 2,95.
Віковий розподіл населення поданий у таблиці:
| Стать    | До 15 років | 15-21 | 22-29 | 30-39 | 40-49 | 50-65 | 65-85 | Понад 85 |
| -------- | ----------- | ----- | ----- | ----- | ----- | ----- | ----- | -------- |
| Чоловіки | 3682        | 1907  | 1668  | 2462  | 2544  | 2663  | 2266  | 249      |
| Жінки    | 3548        | 2007  | 1603  | 2353  | 2587  | 2794  | 3044  | 783      |

## Суміжні округи
- Камінг — північ
- Берт — північний схід
- Вашингтон — схід
- Дуглас — південний схід
- Сондрес — південь
- Колфакс — захід